# Mapania amplivaginata
Mapania amplivaginata är en halvgräsart som beskrevs av Karl Moritz Schumann. Mapania amplivaginata ingår i släktet Mapania och familjen halvgräs. Inga underarter finns listade i Catalogue of Life.